# Прокин, Василий Александрович
Василий Александрович Прокин (30.12.1922, д. Шата, Камышловский уезд, Екатеринбургская губерния — 29.09.2019, Уфа) — российский горный инженер-геолог. Кандидат геолого-минералогических наук (1961), доктор геолого-минералогических наук (1973), профессор (1980), заслуженный деятель науки РФ (1999), заслуженный деятель науки и техники Башкирской АССР (1975).

## Биография
Участник Великой Отечественной войны (с мая 1942 г. по май 1945 г.). Освобождал г. Севастополь (1944), воевал в Прибалтике (1944-45 гг.).
После окончания Свердловского горного института (1951) старший геолог, главный инженер Баймакской геолого-разведочной партии треста «Уралцветметразведка» (пос. Сибай БАССР); в 1957-62 (начальник тематической партии) и 1968-75 (главный геолог) в Башкирском территориальном геологическом управлении (Уфа), с 1962 г. — заведующий отделом металлов Института геологии, с 1975 — заместитель начальника Управления минеральных ресурсов Министерства геологии РСФСР (Москва), с 1977 г. — заведующий кафедрой геологии месторождений полезных ископаемых Свердловского горного института; с 1986 г. — в Институте геологии и геохимии УрО РАН (г. Екатеринбург): заведующий лабораторией рудных месторождений, в 1990—2003 гг. — главный научный сотрудник.
Научно-производственная деятельность связана с изучением геологии, металлогении Урала.
Первооткрыватель Маканского, Подольского, Юбилейного медноколчеданных месторождений. Василием Александровичем составлены прогнозные и металлогенические карты на медные руды, золото и др. Автор более 220 научных работ.

## Награды
Лауреат премии Правительства РФ в области науки и техники (2004).
Награждён орденом Отечественной войны 2 ст. (1985), Красной звезды (1943), Славы 3-й степени (1944).

## Семья
Семья: жена Татьяна Алексеевна (род.1927 г.), дочь Надежда (1950), сын Александр (1954).